# کارل برودهرست
کارل برودهرست (انگلیسی: Karl Broadhurst؛ زادهٔ ۱۸ مارس ۱۹۸۰) بازیکن فوتبال اهل بریتانیا است.
از باشگاه‌هایی که در آن بازی کرده‌است می‌توان به باشگاه فوتبال کراولی تاون، باشگاه فوتبال ای‌اف‌سی بورنموث، باشگاه فوتبال تلفورد یونایتد، باشگاه فوتبال هرفورد یونایتد، و باشگاه فوتبال سولیهال مورس اشاره کرد.